# Julian Kania
Julian Kania (* 10. Oktober 2001 in Dinkelscherben) ist ein deutscher Fußballspieler.

## Karriere
Nach seinen Anfängen in der Jugend des TSV Dinkelscherben, der TSG Thannhausen und des FC Königsbrunn wechselte Kania im Sommer 2017 zurück in die Jugendabteilung des TSV Dinkelscherben und durchlief dort alle weiteren Jugendmannschaften. Im Sommer 2021 wechselte er in die Bayernliga zum TSV Schwaben Augsburg. Dort wurde er in der Saison 2022/23 mit 26 Toren Torschützenkönig in der Staffel Süd.
Im Sommer 2023 wechselte er zur zweiten Mannschaft des 1. FC Nürnberg in die Regionalliga Bayern. Er kam dort auch zu seinem ersten Einsatz im Profibereich in der 2. Bundesliga, als er am 23. September 2023, dem 7. Spieltag, beim 2:2-Auswärtsunentschieden gegen Eintracht Braunschweig in der 59. Spielminute für Mats Møller Dæhli eingewechselt wurde. Kurz danach unterschrieb er bei seinem Verein seinen ersten Profivertrag.
Kurz nach Beginn der Saison 2024/25 wechselte der Stürmer, der dort die Rückennummer 7 erhielt, zu Arminia Bielefeld.

## Sonstiges
Kania wurde im Jahr 2023 Torschützenkönig beim UEFA Regions’ Cup.
Kania ist der erste (und bisher einzige) Drittliga-Spieler, der im DFB-Pokalfinale ein Tor erzielen konnte.  

## Erfolge
- Torschützenkönig der Bayernliga-Staffel Süd: 2023 mit 26 Toren
- Torschützenkönig des UEFA Regions’ Cup: 2023 mit vier Toren
- Torschützenkönig der Regionalliga Bayern: 2024 mit 24 Toren